# William Ryan (Politiker)

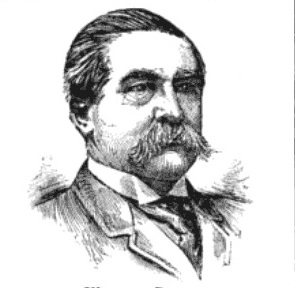
William Ryan

William Ryan (* 8. März 1840 in Tipperary, Irland; † 18. Februar 1925 in Crescent City, Florida) war ein US-amerikanischer Politiker. Zwischen 1893 und 1895 vertrat er den Bundesstaat New York im US-Repräsentantenhaus.

## Werdegang
William Ryan wurde im Viktorianischen Zeitalter in Tipperary geboren. Die Familie wanderte in die Vereinigten Staaten ein und ließ sich 1844 in Stanwich (Connecticut) nieder. Er besuchte dort Bezirksschulen. Im Frühjahr 1859 zog er in die Rocky Mountains, um dort zu schürfen und Bergbau zu betreiben. Er nahm auch bis 1861 an Feldzügen gegen die Indianer teil. Zu jenem Zeitpunkt kehrte er nach Osten zurück und ließ sich in Port Chester im Westchester County nieder. Er war in der Landwirtschaft tätig, unterrichtete als Lehrer und ging später kaufmännischen Geschäften nach. Zwischen 1883 und 1885 war er Supervisor in der Town von Rye. Er saß in den Jahren 1891 und 1892 in der New York State Assembly. Politisch gehörte der Demokratischen Partei an.
Bei den Kongresswahlen des Jahres 1892 für den 53. Kongress wurde Ryan im 16. Wahlbezirk von New York in das US-Repräsentantenhaus in Washington, D.C. gewählt, wo er am 4. März 1893 die Nachfolge von John H. Ketcham antrat. Im Jahr 1894 erlitt er bei seiner Wiederwahlkandidatur eine Niederlage und schied nach dem 3. März 1895 aus dem Kongress aus.
Nach seiner Kongresszeit ging er in Port Chester wieder kaufmännischen Geschäften nach. Er war Präsident der Port Chester Savings Bank und 1912 Präsident in der Village von Port Chester. Am 18. Februar 1925 verstarb er in Crescent City und wurde dann auf dem St. Mary’s Cemetery in Greenwich beigesetzt.